# 2013年堺市長選挙
2013年堺市長選挙（2013ねんさかいしちょうせんきょ）は、2013年（平成25年）9月29日に投開票が行われた、堺市長を選出する選挙。

## 概要
現職の市長竹山修身の任期満了に伴う選挙である。竹山は2009年堺市長選挙で初当選し、2013年10月7日に任期満了を迎えた。
竹山は2009年の選挙では橋下徹大阪府知事の全面支援を受け、民主党・自民党・公明党・社民党の4党が相乗りした現職の木原敬介市長を破り当選したが、その後の議会運営や大阪都構想を巡り橋下や大阪維新の会と対立するようになり、今回の選挙では自民党・民主党・共産党・社民党の4党の支援を受け、大阪維新の会の候補者と全面対決することとなった。
上記4党に加え、関西広域連合長である兵庫県知事の井戸敏三および神戸市長の矢田立郎も竹山を支持していた。
なお公明党とみんなの党は、どちらの陣営も支援せず自主投票であった。

## 選挙データ
- 2013年9月15日 告示

### 投票日
- 2013年9月29日

### 同日選挙
- 堺市議会議員中区・西区・南区選挙区補欠選挙

## 立候補者
2名、立候補届け出順
| 候補者名（読みかた）            | 年齢 | 党派                                                                             | 肩書き         |
| ------------------------------- | ---- | -------------------------------------------------------------------------------- | -------------- |
| 竹山修身（たけやま おさみ）     | 63   | 無所属（民主党推薦・自由民主党支持・日本共産党大阪府委員会支持・社会民主党支持） | 堺市長（現職） |
| 西林克敏（にしばやし かつとし） | 43   | 大阪維新の会                                                                     | 元堺市議会議員 |

### 立候補者の公式サイト
- 西林克敏…大阪維新の会 副幹事長 西林克敏

## 投票結果[1]
※当日有権者数：675,334人 最終投票率：50.69%（前回比：+6.76pts）
| 候補者名 | 年齢 | 所属党派     | 新旧別 | 得票数    | 得票率 | 推薦・支持                                                |
| -------- | ---- | ------------ | ------ | --------- | ------ | --------------------------------------------------------- |
| 竹山修身 | 63   | 無所属       | 現     | 198,431票 | 58.5%  | （推薦）民主党 （支持）自由民主党・日本共産党・社会民主党 |
| 西林克敏 | 43   | 大阪維新の会 | 新     | 140,569票 | 41.5%  |                                                           |

## 選挙の争点
- 大阪都構想
- 維新か非維新か

## 時系列
- 2013年9月15日 - 告示
- 2013年9月29日 - 投票及び開票